# Tortotubus
Tortotubus – rodzaj wczesnego grzyba, żyjącego od ordowiku do dewonu na całej Ziemi. Znalezione skamieniałości dokumentują poszukiwanie pokarmu przez cienkie, grubości pojedynczej komórki strzępki. Po znalezieniu źródła pokarmu tworzyły się wtórne odgałęzienia wyrastające w dół z pierwotnego filamentu. Odgrywały one rolę naczyń przewodzących składniki odżywcze do innych części organizmu. Obecnie grzybnie o podobnym typie wzrostu obserwuje się u grzybów owocnikowych.
W 1991 r. Burgess i Edwards opisali pod nazwą rodzajową Ornatifilum tubularne skamieniałości uzyskane dzięki wytrawianiu kwasem skały z późnego syluru. Pierwotnie taki sztuczny rodzaj utworzono ze względów formalnych, dla usprawnienia badań stratygraficznych i reknstrukcji środowiskowych. Skamieniałości nie wykazują wystarczająco wielu cech, by zaklasyfikować je w sposób wiarygodny nawet na poziomie królestwa.
Skamieliny pierwotnie opisane jako Ornatifilum lornensis odpowiadają szukającym pożywienia hyphae należącym do Tortotubus. Mają postać rurek średnicy 10 μm o ornamentowanej, ziarnistej teksturze powierzchni. Porównywano je z późnosylurskimi (ludlow) skamieniałościami Burgsvik beds w pracy Sherwood-Pike’a i Graya. Tej samej nazwy rodzajowej użyto, gdy podobne skamieniałości odkryto na szkockiej wyspie Kerrera, czego dokonał Charles Wellman 10 lat później. Podobne, ednak nieornamentowane filamenty znane są z USA. Znaleziska te cechują się złożonym wyglądem. Ich powierzchnię w większości pokrywa jednolita ornamentacja, tworząca takie formy, jak grana, coni, spinae, verrucae i okazjonalnie plia. Co więcej, boczne odgałęzienia i kolbowatego kształtu guzowatości okazjonalnie wybrzuszają się z rurek o wydatniejszej ornamentacji (raczej 2,5 μm niż ~1 μm). Odgałęzienia takie zazwyczaj występują parami wzdłuż głównej nici.
Na pokrewieństwo z grzybami lub z krasnorostami wskazuje obecność punktowanych spor. Budowa ściany komórkowej przypomina obserwowaną u grzybów.
Tezę o pokrewieństwie tego organizmu z grzybami wspierać mogą dalsze, pośrednie wskazówki. Pewne skamieniałości znaleziono razem ze sporami grzybów, występują one tylko przy silnym wpływie warunków lądowych.
W marcu 2016 r. naukowcy University of Cambridge znaleźli okazy Tortotubus na Gotlanii w Szwecji i Kerrerze (Hebrydy Wewnętrzne). Znalezisko liczy 440 milionów lat, co czyni je najstarszym przykładem gatunku lądowego znanego nauce.

## W świetle innych wczesnych grzybów
Znaczną różnorodność grzybów prezentują znaleziska z wczesnodewońskiego stanowiska Rhynie Chert, brakuje jednak wcześniejszego zapisu. Ponieważ grzyby nie ulegają biomineralizacji, rzadko wchodzą w skład dobrze zachowanego zapisu kopalnego. Poza Ornatifilum podawane są jeszcze tylko dwa przykłady organizmów uznawanych za wczesne grzyby. Jeden pochodzi z ordowiku i dyskwalifikuje go brak jakichkolwiek wyraźnych cech grzyba. Uznaje się to znalezisko za kontaminację. Pozycja prawdopodobnych grzybów proterozoicznch nie została jeszcze ustalona, mogą reprezentować przedstawicieli głównego pnia linii grzybów. Jeśli przyjmie się propozycja uznania Ornatifilum za grzyba, byłaby by to najstarsza znana skamielina grzyba. Jednak jako że grzyby stanowią grupę siostrzaną zwierząt, ich linie musiały rozdzielić się przed zróżnicowaniem się pierwszych linii zwierzęcych, reprezentowanych przez skamieniałości ediakarskie.